# Emisiones de gases de efecto invernadero de China

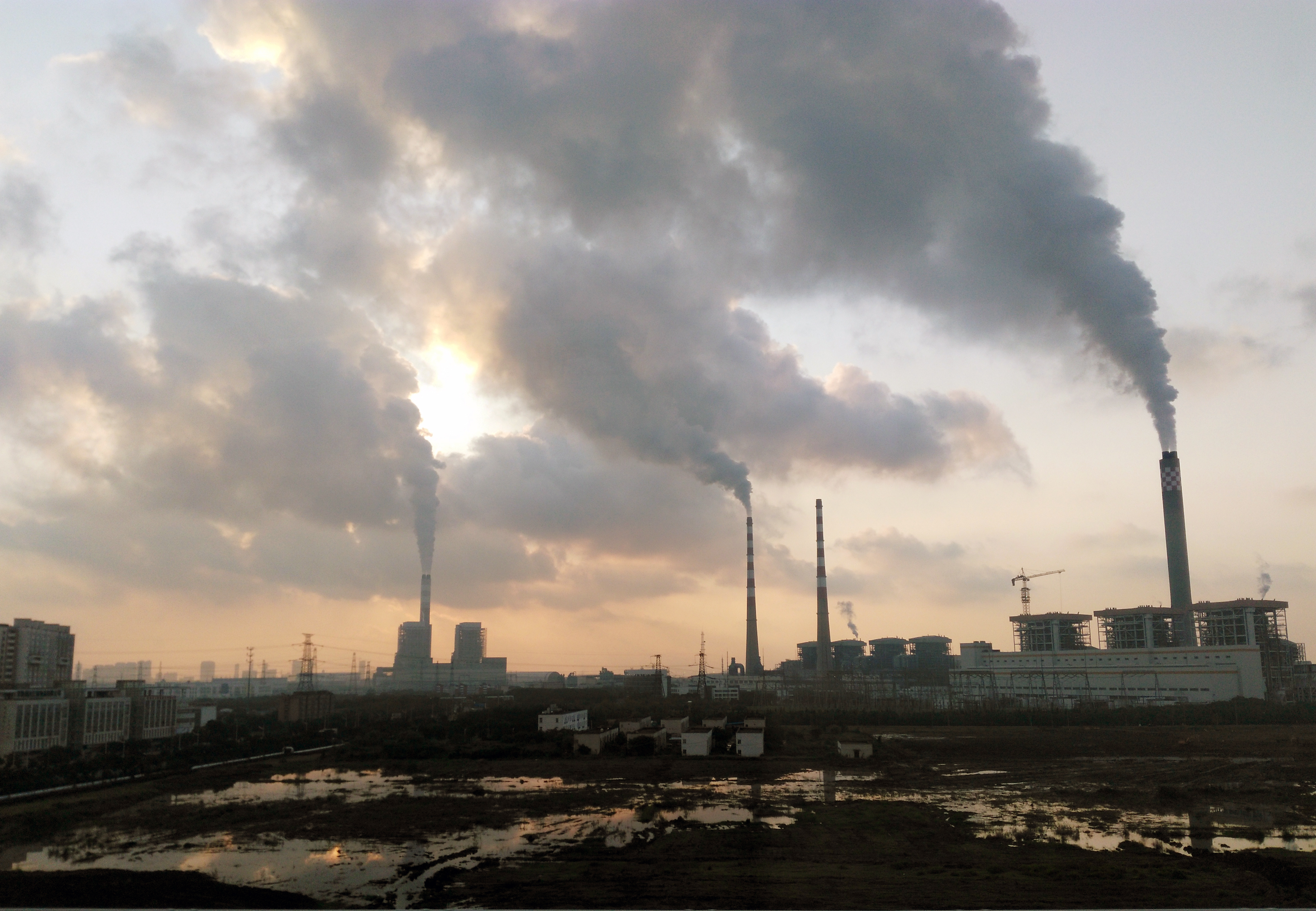
Central eléctrica de carbón de Jiangsu Nantong

Las emisiones de gases de efecto invernadero de China son las más grandes de cualquier país del mundo, tanto en términos de producción como de consumo, y provienen principalmente de la generación de electricidad y la minería del carbón. Según las mediciones de las emisiones basadas en la producción, China emitió más de 12 gigatoneladas (Gt) CO2eq de gases de efecto invernadero en 2014; lo que supone casi el 30% del total mundial. Esto corresponde a más de 7 toneladas de CO2eq emitidas por persona al año, ligeramente por encima de la media mundial y la media de la UE, aunque menos de la mitad con respecto al segundo mayor emisor de gases de efecto invernadero, Estados Unidos, con 16 toneladas. En términos de consumo, China emite algo menos, con más de 6 toneladas en 2016, ligeramente por encima de la media mundial, pero menos que la media de la UE (cerca de 8 toneladas) y menos de la mitad que Estados Unidos, con cerca de 18 toneladas por persona.
Los expertos estiman que los objetivos establecidos en la Contribución Determinada a Nivel Nacional de China en 2016 probablemente se cumplan, pero se cuestiona que sean suficientes para combatir adecuadamente el calentamiento global. China se ha comprometido a alcanzar un pico de emisiones para 2030 y un cero neto para 2060. Para limitar el calentamiento a 1,5 Cº, las centrales eléctricas de carbón en China sin tecnología de captura de carbono deben eliminarse gradualmente para el año 2045.  China también estableció diez objetivos ambientales vinculantes en su Decimotercer Plan Quinquenal (2016-2020). Estos incluyen el objetivo de reducir la intensidad de carbono en un 18% para 2020, así como un objetivo vinculante para las energías renovables en el 15% de la energía total, elevado desde menos del 12% en el Duodécimo Plan Quinquenal.

## Fuentes de gases de efecto invernadero

Desde el año 2000, el aumento de las emisiones de en China y en el resto del mundo han superado las de Estados Unidos y Europa.

Per cápita, los Estados Unidos generan muchas más emisiones de a un ritmo significativamente mayor que el resto de regiones.

Emisiones de cumulativas en diferentes países (1970-2013)